# Augusto Gil
Pour les articles homonymes, voir Gil.
Augusto César Ferreira Gil, né le 31 juillet 1873 à Lordelo do Ouro, une freguesia de Porto, au Portugal, et mort le 26 novembre 1929 à Guarda (Portugal), est un poète portugais.

## Œuvre
Les œuvres littéraires d'Augusto Gil combinaient les vers symbolistes avec la satire et le lyrisme simple, bien que son accent sur la nature et la pauvreté en tant que sujets en fît également un précurseur du néo-réalisme portugais.
Il a écrit Balada da Neve, un poème bien connu des poètes portugais.

## Postérité
Une section du Museu da Guarda (pt) est consacrée à la vie d'Augusto Gil et à ses œuvres, dans la ville de Guarda où il demeurait.

## Recueils de poésie
- 1894 : Musa Cérula
- 1898 : Versos
- 1909 : Luar de Janeiro
- 1909 : Balada da Neve
- 1910 : O Canto da Cigarra
- 1915 : Sombra de Fumo
- 1920 : O Craveiro da Janela
- 1927 : Avena Rústica
- 1930 : Rosas desta Manhã